# Knocks (Cork)
Die Boulder Burials (auch Boulder Tombs) von Knocks (irisch Na Cnoic – deutsch „die Hügel“) sind auf OS-Karten als „Boulder burial“ markiert. Sie befindet sich östlich der R588 und nördlich von Clonakilty (Cloich na Coillte) im County Cork in Irland.
Die drei Boulder Burials (A bis C) liegen in Form eines Dreiecks von etwa 1,5 m Seitenlänge auf einer ebenen Weide, etwa 8,0 m östlich von einem der 48 Ringforts, die um Clonakilty liegen.
- Burial A im Nordosten besteht aus einem großen, fast quadratischen Deckstein von 1,8 m Länge, 1,7 m Breite und 0,9 m Dicke, der auf vier Tragsteinen liegt.
- Burial B im Südwesten besteht aus einem großen runden Deckstein von 2,4 m Durchmesser und 0,6 m Dicke, der über mindestens fünf Tragsteinen ruht.
- Burial C im Nordwesten besteht aus einem rechteckigen Deckstein von etwa 2,0 m Länge, 1,3 m Breite und 0,65 m Dicke. Er ruht auf drei Tragsteinen, von denen aber nur zwei sichtbar sind.